# روني يونسن
جان روني يونسن ((بالنرويجية: Ronny Johnsen)؛ مواليد 10 يونيو 1969) هو لاعب كرة قدم نرويجي دولي سابق كان يلعب كمدافع. سبق له أن لعب في كأس العالم لكرة القدم 1998 مع منتخب بلاده.

## روابط خارجية
- روني يونسن على موقع IMDb (الإنجليزية)

- روني يونسن على موقع الاتحاد الدولي (مؤرشف)  (الإنجليزية)
- روني يونسن على موقع اتحاد النرويج (النرويجية)
- روني يونسن على موقع اتحاد تركيا (لاعب) (الإنجليزية)
- روني يونسن على موقع قاعدة بيانات كرة القدم.إي يو (الإنجليزية)
- روني يونسن على موقع ناشيونال فوتبول تيمز (الإنجليزية)
- روني يونسن على موقع Soccerbase.com (لاعب) (الإنجليزية)
- روني يونسن على موقع Soccerway.com (الإنجليزية)
- روني يونسن على موقع عالم كرة القدم.نت (الإنجليزية)
- روني يونسن على موقع كووورة